# 角田站

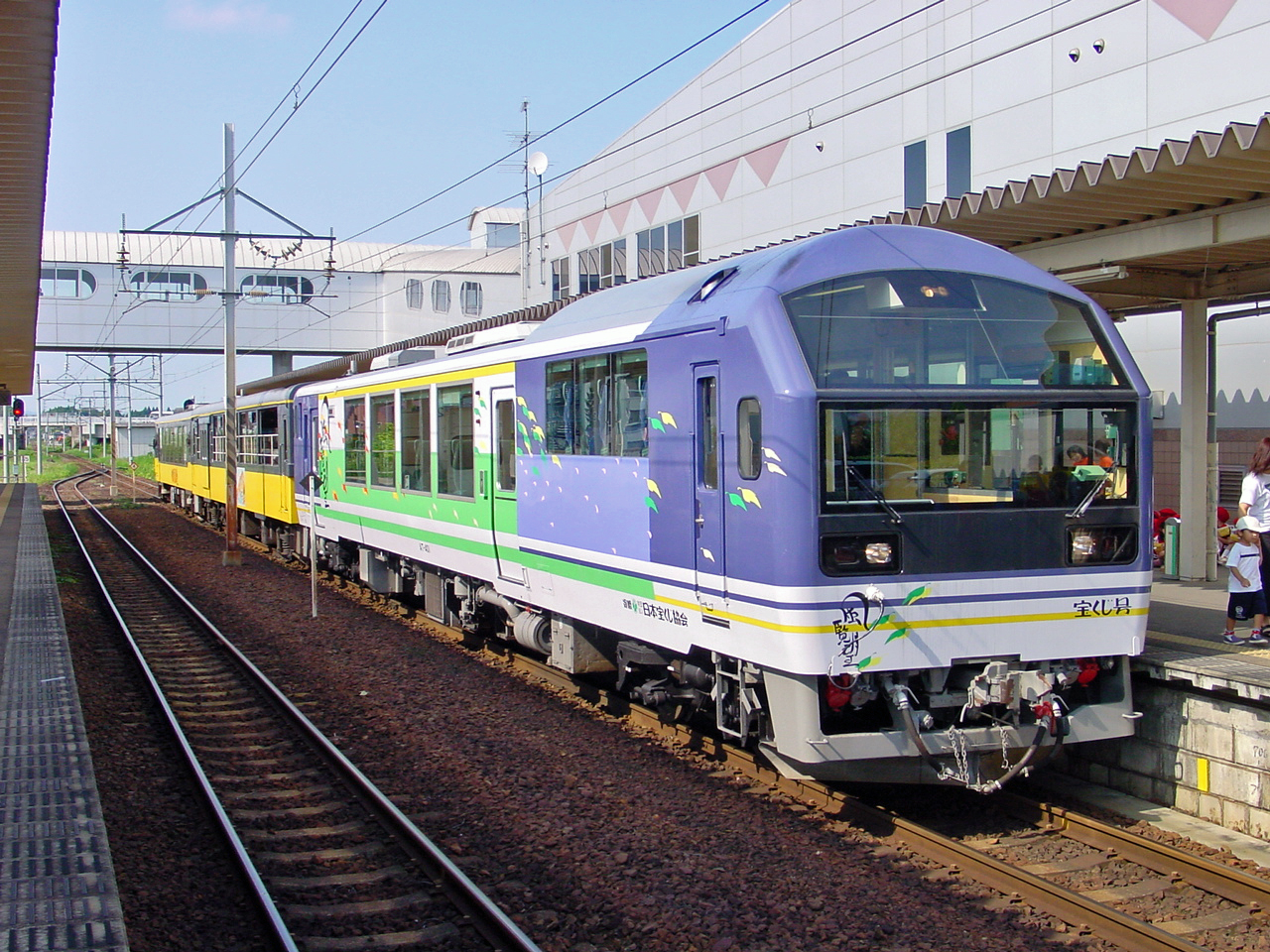
在1號月台停車中的會津鐵道會津鐵道AT-400形柴油列車。這是開業15周年紀念事業的一環（2003年7月）。

角田站（日语：／ Kakuda eki */?）是位於宮城縣角田市角田字流，阿武隈急行的阿武隈急行線車站。本站是東北車站百選之一車站，車站的口頭禪是「梅花之里」。

## 歷史
- 1968年（昭和43年）4月1日 - 國鐵車站啟用，為旅客車站。設有1面1線月台。
- 1986年（昭和61年）7月1日 - 阿武隈急行繼承國鐵丸森線。設置列車交會設備，建設了2號月台。
- 1996年（平成8年）7月 - 月台跨線橋落成。
- 1998年（平成10年）4月 - 現時的新車站大樓落成。
- 2002年（平成14年） - 被選為東北車站百選。

## 車站構造
此站是地面車站，設有2面2線的相對式月台。兩月台之間設有跨線橋連接。為阿武隈急行線內唯一設有一座跨線橋車站。在不用列車交會的時候，列車基本上只停靠1號月台。所有月台可兩方向折返。前往福島站的尾班列車到達此站後，隨後進行夜間停泊，翌日早上執行班次首班班次從此站出發前往福島站。
在國鐵時代，由於預計可進行列車交會，因此站內可容納較長列車。車站啟用當初設有與丸森站相同類型的鋼筋混凝土車站大樓。隨後在1998年進行重建。車站大樓設有角田市社區廣場「橡樹廣場」。
此站是整日職員配置車站。設有售票櫃臺和2台自動售票機。

### 月台
| 月台 | 路線          | 上下行 | 方向           |
| ---- | ------------- | ------ | -------------- |
| 1、2 | ■阿武隈急行線 | 上行   | 梁川、福島方向 |
| 1、2 | ■阿武隈急行線 | 下行   | 槻木、仙台方向 |

部分列車使用2號月台。

## 使用狀況
| 1日上落車人次變化 | 1日上落車人次變化 |
| 年度              | 1日平均人次       |
| ----------------- | ----------------- |
| 1990              | 1,757             |
| 1995              | 2,034             |
| 2000              | 1,746             |
| 2001              | 1,724             |
| 2002              |                   |
| 2003              |                   |
| 2004              |                   |
| 2005              |                   |
| 2006              |                   |
| 2007              |                   |
| 2008              |                   |
| 2009              |                   |
| 2010              |                   |
| 2011              | 1,285             |
| 2012              | 1,419             |
| 2013              | 1,234             |
| 2014              | 1,220             |
| 2015              | 1,465             |
| 2016              | 1,450             |
| 2017              | 1,465             |
| 2018              | 1,485             |

## 車站周邊
車站接近角田市中心，位於西邊約1公里處。
- 國道113號（日语：国道113号）
- 角田市政廳
- 角田郵局（日语：角田郵便局）
- 角田市太空塔、宇宙之家（台山公園內）
- 日立Astemo（日语：日立Astemo）株式會社宮城事業所（車站後方）
- 阿爾卑斯電氣（日语：アルプスアルパイン）株式會社角田工場（車站後方）
- 角田市立角田小學
- 角田市立角田中學（日语：角田市立角田中学校）
- 宮城縣角田高等學校（日语：宮城県角田高等学校）

車站以北均為無人車站。一人控制列車會在此站起會設有車長乘車進行車內檢票業務。

## 相鄰車站
阿武隈急行
■阿武隈急行線
南角田－角田－橫倉

## 注腳
1. ↑  角田駅コミュニティプラザ （页面存档备份，存于）（日語） - 角田市，2015年5月14日參閲。
2. ↑  國土數値資訊(不同站上落車人次數據)  （页面存档备份，存于）（日語） - 國土交通省，2020年9月12日參閲